# Europawahl in Bulgarien 2009
- KB: 4
- DPS: 3
- NDSW: 2
- SK: 1
- GERB: 5
- Ataka: 2

Die Europawahl 2009 fand in Bulgarien am 7. Juni 2009 statt. Wahlberechtigt waren 6.293.980 Wähler. Die Wahlbeteiligung lag bei 37,49 %.

## Umfragen
| Quelle         | Datum   | GERB    | BSP     | NDSW    | Ataka   | SK      | Sonstige |
| -------------- | ------- | ------- | ------- | ------- | ------- | ------- | -------- |
| Alpha Research | März    | 19,2 %  | 14,1 %  | 6,0 %   | 6,8 %   | 4,9 %   | —        |
| Alpha Research | April   | 24 %    | 18 %    | 15 %    | 8 %     | 7 %     | —        |
| NCIOM          | 19. Mai | 32,4 %  | 26,8 %  | 12,1 %  | 11 %    | 6,2 %   | 6,8 %    |
| Skala          | 28. Mai | 31,99 % | 20,89 % | 13,61 % | 9,70 %  | 10,21 % | 13,1 %   |
| MBMD           | 31. Mai | 30,00 % | 25,00 % | 19,00 % | 8,10 %  | 6,07 %  | 7,1 %    |
| Skala          | 1. Juni | 30,30 % | 21,42 % | 15,03 % | 9,77 %  | 8,94 %  | 14,54 %  |
| Skala          | 2. Juni | 31,15 % | 20,87 % | 15,18 % | 9,46 %  | 8,80 %  | 14,54 %  |
| Barometar Info | 3. Juni | 26,07 % | 17,54 % | 15,00 % | 8,53 %  | 9,24 %  | 18,95 %  |
| Skala          | 4. Juni | 29,50 % | 20,95 % | 16,55 % | 10,30 % | 8,22 %  | 14,48 %  |

## Ergebnis
| Listen                         | Listen                                                                        | Stimmen   | %    | Mandate | +/- |
| ------------------------------ | ----------------------------------------------------------------------------- | --------- | ---- | ------- | --- |
|                                | GERB                                                                          | 627.693   | 24,4 | 5       | ±0  |
|                                | Koalition für Bulgarien (BSP – DSH – PBSD – KPB – ZSAS – NZ – Euroroma – ESI) | 476.618   | 18,5 | 4       | −1  |
|                                | Bewegung für Rechte und Freiheiten (DPS)                                      | 364.197   | 14,1 | 3       | −1  |
|                                | Ataka                                                                         | 308.052   | 12,0 | 2       | −1  |
|                                | Nationale Bewegung für Stabilität und Fortschritt (NDSW)                      | 205.146   | 8,0  | 2       | +1  |
|                                | Blaue Koalition (SDS – DSB – BSNS – BSDP – RDP)                               | 204.817   | 7,9  | 1 a     | +1  |
|                                | LIDER                                                                         | 146.984   | 5,7  | –       | Neu |
|                                | Red, sakonnost i sprawedliwost                                                | 120.280   | 4,7  | –       | ±0  |
|                                | Napred WMRO (IMRO-BND – BSNS – DG – ENP)                                      | 57.931    | 2,2  | –       | Neu |
|                                | Grüne Bewegung                                                                | 18.444    | 0,7  | –       | Neu |
|                                | Balgarska sozialdemokrazija                                                   | 14.132    | 0,5  | –       | Neu |
|                                | Sajus na patriotitschnite sili „Saschtita“                                    | 11.904    | 0,5  | –       | Neu |
|                                | Bulgarische Neue Demokratie                                                   | 11.679    | 0,5  | –       | Neu |
|                                | Unabhängige                                                                   | 8.565     | 0,3  | –       | ±0  |
| Gesamt                         | Gesamt                                                                        | 2.576.442 | 100  | 17      | –1  |
|                                |                                                                               |           |      |         |     |
| Ungültige Stimmen              | Ungültige Stimmen                                                             | 25.245    | 1,0  |         |     |
| Wähler                         | Wähler                                                                        | 2.601.687 | 38,9 |         |     |
| Wahlberechtigte                | Wahlberechtigte                                                               | 6.684.770 |      |         |     |
|                                |                                                                               |           |      |         |     |
| Quellen: CIK: Stimmen, Mandate |                                                                               |           |      |         |     |

## Fraktionen im Europäischen Parlament
| Liste/Partei                   | Liste/Partei                                      | Liste/Partei                                      | Liste/Partei                                      | Mandate | Fraktion |
| ------------------------------ | ------------------------------------------------- | ------------------------------------------------- | ------------------------------------------------- | ------- | -------- |
|                                | GERB                                              | GERB                                              | GERB                                              | 5 / 17  | EVP      |
|                                | BSP für Bulgarien                                 |                                                   | Bulgarische Sozialistische Partei                 | 4 / 17  | S&D      |
|                                | Bewegung für Rechte und Freiheiten                | Bewegung für Rechte und Freiheiten                | Bewegung für Rechte und Freiheiten                | 3 / 17  | ALDE     |
|                                | Ataka                                             | Ataka                                             | Ataka                                             | 2 / 17  | NI       |
|                                | Nationale Bewegung für Stabilität und Fortschritt | Nationale Bewegung für Stabilität und Fortschritt | Nationale Bewegung für Stabilität und Fortschritt | 2 / 17  | ALDE     |
|                                | Blaue Koalition                                   |                                                   | Union der Demokratischen Kräfte                   | 1 / 17  | EVP      |
|                                |                                                   |                                                   |                                                   |         |          |
| Quelle: Europäisches Parlament |                                                   |                                                   |                                                   |         |          |

## Gewählte Abgeordnete
| Partei                        | Abgeordnete          |
| ----------------------------- | -------------------- |
| GERB                          | Wladimir Urutschew   |
| GERB                          | Iliana Iwanowa       |
| GERB                          | Emil Stojanow        |
| GERB                          | Marija Nedeltschewa  |
| GERB                          | Andrej Kowatschew*   |
| Koalition für Bulgarien       | Iwajlo Kalfin        |
| Koalition für Bulgarien       | Ilijana Jotowa       |
| Koalition für Bulgarien       | Kristian Wigenin     |
| Koalition für Bulgarien       | Ewgeni Kirilow       |
| Dwischenie sa Prawa i Swobodi | Felis Chjusmenowa    |
| Dwischenie sa Prawa i Swobodi | Wladko Panajotow     |
| Dwischenie sa Prawa i Swobodi | Metin Kasak          |
| Ataka                         | Dimitar Stojanow     |
| Ataka                         | Slawtscho Binew      |
| NDSW                          | Antonija Parwanowa   |
| NDSW                          | Stanimir Iltschew**  |
| Blaue Koalition               | Nadeschda Nejnski    |
| Blaue Koalition               | Swetoslaw Malinow*** |

* Am 23. Juli 2009 wurde Rumjana Schelewa als Außenministerin in der Regierung von Bojko Borissow (ERB) vorgestellt. Als Nachrücker nahm die Nummer 6 in der Liste der GERB, Andrej Kowatschew, den Platz als Abgeordneter im EP ein.

** Am 10. Juli 2009 entschied sich Meglena Kunewa, ihren Posten als EU-Kommissarin zu behalten, statt als Abgeordnete im Europäischen Parlament auf die europäische Politik Einfluss zu nehmen. Auf ihren Platz als Abgeordneter für die NDSW ist als Dritter in der Liste Stanimir Iltschew nachgerückt.

*** Swetoslaw Malinow ist Beobachter und wird erst mit dem Inkrafttreten des Vertrags von Lissabon Mitglied des Europaparlaments.